# 第6飛行師団 (日本軍)
第6飛行師団（だいろくひこうしだん）は、日本陸軍の航空師団の一つ。

## 沿革
1942年（昭和17年）11月、南太平洋方面でのアメリカ軍航空兵力増強に対抗するため編成され第8方面軍隷下に編入した。兵力は満州などの部隊から抽出され、ラバウルに司令部を置いた。東部ニューギニア方面での航空戦、船団護衛を担当するが、次第に戦力が低下した。
1943年（昭和18年）4月、司令部をラバウルからニューギニア北東部のウェワク飛行場に移動。同年7月、苦戦中の第6飛行師団を支援するため、第7飛行師団主力がニューギニアに移動し、司令部をブーツに置いた。この方面に二個飛行師団が配置されたことから、第4航空軍が創設されその隷下となる。
1943年8月17日から18日にかけ米第5空軍は、ウェワクおよびブーツの各飛行場を攻撃し、第6、第7飛行師団は大打撃を受けた。同年10月、第7飛行師団はインドネシア、アンボンに後退した。
1944年3月26日、ウェワクからホーランディアに移動。4月22日、米陸軍第41歩兵師団などがホーランディアに上陸を開始したため、基地部隊は多大な犠牲を払いながら山中を踏破しサルミに退却した。師団は戦力を喪失したため、同年8月に解散した。

## 師団概要
- 司令部通称号：洋9301
- 使用機種：九九式双発軽爆撃機・一式戦闘機・三式戦闘機・一〇〇式司令部偵察機・九九式軍偵察機

### 歴代師団長
- 板花義一 中将：1942年11月26日 - 1944年4月1日[1]
- （心得）稲田正純 少将：1944年4月1日 - 1944年5月31日

### 歴代参謀長
- 早淵恒治 大佐：1942年12月1日 - 1943年5月18日[2]
- 山口槌夫 少将：1943年5月18日 - 1944年4月1日[3]
- 徳永賢治 大佐：1944年4月1日 - 1944年8月11日[4]

### 最終司令部構成
- 参謀長：徳永賢治大佐
  - 参謀：岡本貞雄中佐
  - 参謀：首藤忠男少佐
  - 参謀：杉村良夫少佐
  - 参謀：上田出少佐
- 高級副官：宮崎敏美中佐
- 経理部長：伊藤光信主計大佐

### 最終所属部隊
戦闘部隊
- 独立飛行第83中隊（軍偵）：宮永築大尉
- 飛行第10戦隊（司偵）：下村兵一中佐
- 飛行第33戦隊（戦闘）：福地勇雄少佐
- 飛行第34戦隊（軽爆）：福地勇雄少佐
- 飛行第63戦隊（戦闘）：原孫治少佐
- 飛行第208戦隊（軽爆）：加島誠輝中佐
- 飛行第248戦隊（一式戦）：黒田武文少佐
- 白城子陸軍飛行学校教導飛行団：森玉徳光大佐

飛行場部隊
- 白城子教導航空地区司令部：浅田宰中佐
  - 第25飛行場大隊（重爆）
  - 第47飛行場大隊（軽爆）
  - 第48飛行場大隊（偵察） 　 　
  - 第51飛行場大隊（戦闘）
  - 第209飛行場大隊（軽爆）
  - 第5野戦飛行場設定隊
  - 第6野戦飛行場設定隊
  - 第10野戦飛行場設定隊
  - 第11野戦飛行場設定隊
- 第12航空地区司令部：小原重蔵中佐
  - 第21飛行場大隊（戦闘）
  - 第22飛行場大隊（戦闘）